# اچ‌دی ۶۴۳۴
اچ‌دی ۶۴۳۴ یک ستاره است که در صورت فلکی سیمرغ قرار دارد.